# Lo Frare i l'Escolanet
Lo Frare i l'Escolanet és una muntanya de 433 metres que es troba entre els municipis d'El Lloar i d'El Molar, a la comarca catalana del Priorat.